# Сайфиддинов, Шарофиддин Сангинович
Сайфидди́нов Шарофидди́н Санги́нович (24 августа 1929, Ходжент — 24 декабря 2015, Душанбе) — таджикский советский композитор, Народный артист Таджикской ССР (1990).

## Биография
Родился в семье муллы. Учился в Ленинабадском и Сталинабадском музыкальных училищах. В 1952 окончил национальное отделение Московской консерватории по классу В. Г. Фере; одновременно учился на теоретико-композиторском факультете. Член КПСС с 1962. В 1962 окончил Ташкентскую консерваторию по классу композиции Б. И. Зейдмана. В 1960—1962 гг. — директор Душанбинского музыкального училища.
В 1962—1984 гг. — председатель Союза композиторов Таджикской ССР.
Преподавал в Таджикском институте искусств, профессор. Основал Академию музыкального искусства (Худжанд), ныне — факультет искусств Худжандского госуниверситета.

### Семья
Жена — Омина.
- дети — три сына, три дочери; Джамиля и Джамолиддин — композиторы.
- Джамол
- Джамиля
- Сироджидин
- Камол
- Нигина
- Малика

## Творчество
Среди всех песен, воспевающих нашу республику и её столицу, — город Душанбе, нет лучше, привлекательней, прекрасней песни, чем «Республикаи ман», принесшей Шарофиддину Сайфиддинову небывалую славу и популярность.— Мирзо Турсунзаде (цит. по:)

В опере «Пулад и Гульру» композитору удалось сохранить стиль, свойственный таджикской народной музыке, ни разу не нарушив его чуждыми элементами…— Алан Буш, английский композитор (цит. по:)

### Избранные произведения
оперы
- «Пулат и Гульру» (1957, Таджикский театр оперы и балета)
- «Рудаки» (1974, там же)

музыкальная комедия
- «Две красоты и две любви» (1957, Ленинабадский музыкально-драматический театр)

кантаты
- «Цвети, Таджикистан!» (1954, для сопрано, баритона, смешанного хора и симфонического оркестра)
- для хора и симфонического оркестра (1964)

симфоническая поэма
- «Золотой кишлак» (1962, на основе её музыки создан фильм-балет «Голоса гор», 1965)

струнный квартет (1955)
музыка к кинофильмам
- «Человек меняет кожу» (1959, совместно с А. И. Пирумовым)
- «Зумрад» (1962)
- «Под пеплом огонь» (1967)
- «Дороги бывают разные» (1970)
- «Звезда в ночи» (1972)
- «Четверо из Чорсанга» (1972)

романсы, песни
- на слова таджикских поэтов
- обработки таджикских народных песен.

## Награды и признание
- Орден Трудового Красного Знамени (1957)[2]
- Государственная премия Таджикской ССР им. А. Рудаки (1970) — за поэмы для голоса и симфонического оркестра — «Путь к мавзолею», «Осторожно, Сталинград!» и песни «Ода партии» и «Республика моя».
- Народный артист Таджикской ССР (1990).
- Заслуженный деятель искусств Таджикской ССР (1974)